# 尚克斯維爾 (賓夕法尼亞州)
尚克斯維爾（Shanksville）是美国宾夕法尼亚州萨默塞特县的一个镇，位于匹兹堡东南75英里处，2010年人口237人。2001年联合航空93号班机恐怖袭击中，蓋達組織挾持的飞机由於機上乘客抵抗，而墜毀在此地。聯合航空93號國家紀念館位於該鎮北方的桑莫塞郡石溪鎮。
1. ↑  . United States Census Bureau.   [July 28, 2020]. （原始内容存档于2020-01-16）.
2. 1 2  . Census.gov. US Census Bureau.   [July 25, 2022]. （原始内容存档于2022-07-11）.